# Eelder Shantykoor
Het Eelder Shantykoor was een shantykoor dat is ontstaan in 1993 tijdens een reis naar Wardenburg, de Duitse partnergemeente van Eelde.
Het koor telde ongeveer 60 leden en werd begeleid door zes muzikanten. Eerste dirigent van het koor was Willem Hoiting, destijds ook muzikaal leider van Operette vereniging A.D.O.  te Paterswolde en Opera- en Operettevereniging Emmen  Hij maakte en arrangeerde de eerste ruim 50 liedjes voor het koor en binnen een half jaar werd in de studio van Anne Doedens de eerste muziekcassette opgenomen. Een jaar later werd de eerste CD "For Sail" uitgebracht.  Vervolgens stond het koor sinds 1996 onder leiding van Jur Eckhardt, een musicus die als componist/dirigent/arrangeur/producer zijn brood verdient. Voor het Eelder Shantykoor bewerkte/arrangeerde hij alle nummers, begeleidde hij het koor met gitaar, accordeon, mandoline of piano, en trad hij op als solist. Daarnaast heeft hij de volgende 7 cd's geproduceerd. Het Eelder Shantykoor werd in maart 2008 opgeheven en gaf op 14, 15 en 16 maart 2008 haar drie laatste optredens.
Het Eelder Shantykoor heeft in totaal acht cd's en één muziekcassette uitgebracht, met veel Engelstalig repertoire:
- Eelder Shantykoor (MC, 1993)
- For Sail (cd, 1994)
- Singing and Sailing (cd, 1996)
- Shipmates (cd, 1998)
- Swinging Along (cd, 2001)
- 10 jaar op Zee (dubbel-cd, 2003)
- Home from the Sea (cd, 2005)
- Christmas at Sea (kerstrepertoire) (cd, 2006)
- The last Farewell (cd+dvd, 2008)

Van de hand van Jur Eckhardt verscheen het boek De 50 mooiste shanties & zeemansliedjes.